# Barôncio e Desidério
Barôncio (Barontus) (em francês:  Baronce, em italiano:  Baronto, Baronzio) e Desidério (em francês:  Dizier, em italiano:  Desiderio) foram dois eremitas do século VIII que são venerados como santos pela Igreja Católica. Eles eram eremitas perto de Pistoia, na Itália.
Barôncio foi um nobre franco de Berry que, com seu filho, foi monge em Saint-Pierre de Longoret (Longoreto, Longoretum, Lonrey) (diocese de Bourges), agora mosteiro de Saint-Cyran-du-Jambot. Barôncio era um ex-membro da corte de Teodorico II.

## Visio Baronti Monachi Longoretensis
De acordo com o texto conhecido como Visio Baronti Monachi Longoretensis, um texto longo de 4.700 palavras datado de 25 de março de 678 ou 679 supostamente escrito pelo próprio Barôncio, Barôncio recebeu uma visão do céu e do inferno por volta de 678. Barôncio, descrito por um estudioso como "um ex-funcionário público de meia-idade com três casamentos e muitas amantes na consciência", afirma que entrou em coma e teve a visão de que estava voando pelos ares acima a região de Bourges enquanto demônios o atacavam e chutavam.
Acompanhado pelo arcanjo Rafael, Barôncio viaja pelos quatro níveis do céu, embora continue a ser atormentado pelos demônios, que querem puxá-lo para o inferno. Barôncio encontra pessoas que conheceu, incluindo outros monges de Longoreto. Rafael pede a outro anjo que traga São Pedro até eles, para que Pedro possa julgar Barôncio.
Os demônios trazem suas evidências contra Barôncio, repassando "todos os pecados que [Barôncio] cometeu desde a infância, incluindo aqueles que [ele] havia esquecido totalmente". No entanto, os demônios ficam tão irritantes que Pedro os golpeia com suas chaves, mandando-os embora. Pedro então decide enviar Barôncio de volta à Terra via inferno, onde Barôncio vê todas as almas em tormento antes de retornar à Terra.
Quando ele se recupera, ele é solicitado a contar sobre sua visão.

## Em Pistoia
Essa visão levou à decisão de Barôncio de se tornar um eremita na Itália, e ele se estabeleceu perto de Pistoia com Desidério, um monge.
Eles viveram uma vida austera e foram acompanhados por discípulos.

Eles morreram por volta de 725. Seus nomes aparecem no Martyrologium Romanum. 